# 沖縄フィルムオフィス
沖縄フィルムオフィス（おきなわフィルムオフィス）は、沖縄県へ映画やテレビドラマのロケを誘致したり、県内ロケに係わる情報提供や公的手続きの支援をする公的機関（フィルム・コミッション）である。2003年（平成15年）4月1日に財団法人沖縄観光コンベンションビューローに設置された。沖縄県の補助事業として、運営には補助金があてられている。

## 設立経緯
- 沖縄経済同友会・情報通信研究小委員会が独自の調査報告書として2001年（平成13年）3月「IT活用による新産業創出に向けて〜オキナワ型産業の確立〜」をまとめ、その中の「琉球ムービーアイランドプログラム」において、沖縄県におけるフィルム・コミッション事業の取り組みに関する必要性を広く提言した。
- 平成13年度沖縄県委託事業として（財）南西地域産業活性化センターが「エンターテインメント可能性調査」として国内外のフィルムオフィス（及びコミッション）の状況及び、県内での沖縄フィルムオフィス（仮称）設置についての考察を報告書としてまとめた。（所管：沖縄県商工労働部 産業政策課）
- 報告書を受け、2002年（平成14年）7月10日、（財）沖縄観光コンベンションビューロー企画課内に沖縄フィルムオフィス準備室を設置。
- 2002年（平成14年）10月、沖縄フィルムオフィス準備室は全国フィルム・コミッション連絡協議会準会員として加盟。
- 沖縄フィルムオフィス準備室は2003年（平成15年）3月31日までに 33 件の撮影支援、県内におけるロケ支援体制の整備、映像制作者向けのガイドブックの制作などを行い、準備室としては役割を終えた。
- 2003年（平成15年）4月1日、沖縄フィルムオフィス正式設立。全国フィルム・コミッション連絡協議会正会員として加盟。
- 2004年（平成16年）AFCNet（Asian Film Commissions Network）加盟。

## 主な支援作品

### 映画
括弧内は支援年（公開年ではない）
- 琉神マブヤーTHE MOVIE 七つのマブイ （2011年）
- 天国からのエール （2011年）
- 今度は愛妻家 （2010年）
- 雷桜 （2010年）
- やぎの冒険 （2010年）
- 二ライの丘～A Song of Gondola～ （2010年）
- オバアは喜劇の女王～仲田幸子　沖縄芝居に生きる～ （2010年）
- 群青　愛が沈んだ海の色 （2009年）
- かりゆし先生ちばる！ （2009年）
- なくもんか （2009年）
- 美男ですね （2009年）
- カフーを待ちわびて （2009年）
- カムイ外伝 （2009年）
- 花より男子ファイナル （2008年）
- ホームレス中学生 （2008年）
- ゲゲゲの鬼太郎　千年呪い歌 （2008年）
- 琉球カウボーイ、よろしくゴザイマス。 （2007年）
- サウスバウンド （2007年）
- アコークロー （2007年）
- 恋しくて （2007年）
- ラフ ROUGH （2006年）
- 子宮の記憶／ここにあなたがいる （2006年）
- パッチギ! LOVE&PEACE （2006年）
- 容疑者　室井慎次 （2005年）
- ニライカナイからの手紙 （2005年）
- ドルフィンブルー フジ、もういちど宙へ （2005年）
- 涙そうそう （2005年）
- チェケラッチョ!! （2005年）
- ゴジラ FINAL WARS （2004年）
- ニライカナイからの手紙 （2004年）
- TAKESHIS' （2004年）
- 木更津キャッツアイ　日本シリーズ （2003年）
- せかいのおわり （2003年）
- 真昼ノ星空 （2003年）
- 風音 （2003年）
- ヴィタール （2003年）
- 明日があるさ THE MOVIE （2002年）

### テレビドラマ
- 運命の人 （2011年）
- 美男ですね （2011年）
- 陽光天使 （2011年）
- 女性の香り （2011年）
- 琉神マブヤー２（ターチ） （2010年）
- 瑠璃の島 （2005年）
- 女王の教室スペシャル （2004年）
- ちゅらさん3 （2004年）
- さとうきび畑の唄 （2003年）
- トリック PART-3 （2003年）
- Dr.コトー診療所 （2003年）

### ミュージックビデオ
- Bubble Pop! （2011年）
- 神様（MONGOL800） （2009年）